# Simonshaven en Oud-Schuddebeurs
De Polder Simonshaven en Oud-Schuddebeurs was een waterschap in de gemeente Nissewaard (voorheen Geervliet en daarna Bernisse) in de Nederlandse provincie Zuid-Holland. Het was in 1811 gevormd uit delen van de ambachten Geervliet en Schuddebeurs en Simonshaven. In 1858 werd het waterschap gesplitst; de polder Oud-Schuddebeurs werd een eigen waterschap en Simonshaven werd met de Polder Biert samengevoegd tot het waterschap Polder Simonshaven en Biert.
Het waterschap was verantwoordelijk voor de waterhuishouding in de polders.